# Pseudione quasimodo
Pseudione quasimodo är en kräftdjursart som beskrevs av Christopher B. Boyko och Williams 2004. Pseudione quasimodo ingår i släktet Pseudione och familjen Bopyridae. Inga underarter finns listade i Catalogue of Life.